# KeePass
KeePass Password Safe é um gerenciador de senhas gratuito e de código aberto desenvolvido para o Windows. Por meio do Mono, há suporte para Linux e macOS.